# Simpelveld
Simpelveld (phát âmⓘ) (Limburgish: Zumpelveld) là một đô thị ở đông nam Hà Lan.

## Các trung tâm dân cư
- Bocholtz
- Simpelveld